# Figulus canaliculatus
Figulus canaliculatus is een keversoort uit de familie vliegende herten (Lucanidae). De wetenschappelijke naam van de soort is voor het eerst geldig gepubliceerd in 1941 door Nagel.